# Tour de Caldarello
La tour de Caldarello (en corse : torra di Caldarellu) ou tour de Figari est une tour génoise située dans la commune de Pianotolli-Caldarello, dans le département français de la Corse-du-Sud. 

## Protection
La tour de Caldarello est inscrite monument historique par arrêté du 24 janvier 1995.